# Прапор Терезиного
Прапор Терезиного — один з офіційних символів смт Терезине Білоцерківського району Київської області.

## Опис
|  | Полотнище, що складається із двох рівновеликих горизонтальних смуг — синьої та червоної. У верхній — три червоні мисливські ріжки із жовтою оправою, покладені у коло; у нижній білий кінь, що біжить вліво. Співвідношення сторін прапора 2:3. |

## Символіка
Елементи прапора повторюють елементи герба Терезиного. Знак родового герба Тромби князів Радзівіллів, розташований у верхньому, головному полі, нагадує про княжну Терезу Радзівілл, ім'ям якої назване селище.
Крім того, три мисливські труби цього знаку опосередковано символізують також мисливське господарство. Білий кінь у нижньому полі є символом Катеринівського кінного заводу.